# Arthur Rando
Arthur „Doc“ Rando (eigentlich Arturo Rando-Grillo, * 23. Januar 1910 in New Orleans; † 27. April 2013) war ein US-amerikanischer Jazz-Musiker (Saxophon, Klarinette) der Swingära und Arzt.
Rando wuchs im Stadtteil Upper Ninth Ward von New Orleans auf und erlebte als Kind die Musiker der Dampfschiffe, darunter Louis Armstrong. Sein Vater war Eisenbahningenieur und spielte in einer Band Geige. Rando Jr. arbeitete zunächst als Zahnarzt, bevor er professioneller Musiker wurde. Ein Jugendfreund war der Saxophonist Eddie Miller. 1929 spielte er Altsaxophon bei Ben Pollack.
Rando spielte in der Bigband-Ära im Orchester von Bob Crosby, außerdem bei Jimmy Dorsey, Wingy Manone und Lawrence Welk. 1944 gehörte er einem Quartett von Joe Sullivan, Nappy Lamare und Zutty Singleton an.  1951 entstanden noch Aufnahmen mit Bing Crosby. Rando, der in späteren Jahren in Las Vegas arbeitete, wirkte im Bereich des Jazz zwischen 1938 und 1948 bei 60 Aufnahmesessions mit.
Anfang der 1950er Jahre verließ er die Crosby-Band, um in Mexiko zu studieren (Abschluss 1956) und wieder hauptberuflich als Arzt zu praktizieren. Er war zwanzig Jahre in der Notaufnahme im Southern Nevada Memorial Hospital (später University Medical Center) tätig. Ihm zu Ehren wurde an der University of Nevada, Las Vegas die Doc Rando Recital Hall geschaffen.